# Preis der Stadt Wien für Architektur
Der Preis der Stadt Wien für Architektur, auch Architekturpreis der Stadt Wien, wird seit 1947 für das bisherige Lebenswerk verliehen.
Der Architekturpreis ist mit Euro 8.000 dotiert und gilt dem bisherigen Lebenswerk. Die ehrenamtlichen Juroren werden vom Kulturstadtrat dem Bürgermeister vorgeschlagen. Die Ausschreibung ist von Dezember bis März.

## Preisträger
- 1947: Oskar Strnad
- 1948: Oswald Haerdtl
- 1949: Otto Niedermoser
- 1950: Max Fellerer
- 1951: Franz Schuster
- 1952: Erich Boltenstern
- 1953: Siegfried Theiss
- 1954: Roland Rainer
- 1955: Lois Welzenbacher
- 1956: Eugen Wörle
- 1957: Clemens Holzmeister
- 1958: Richard Neutra
- 1959: Karl Schwanzer
- 1960: Wilhelm Hubatsch
- 1961: Ernst Plischke
- 1962: kein Preis verliehen
- 1963: Hans Jaksch
- 1964: Friedrich Euler
- 1965: Norbert Schlesinger
- 1966: Herbert Thurner
- 1967: Eugen Wachberger
- 1968: Wolfgang Windbrechtinger
- 1969: Gustav Peichl
- 1970: Johannes Spalt
- 1971: Wilhelm Holzbauer
- 1972: Victor Gruen
- 1973: Ottokar Uhl
- 1974: Hans Hollein
- 1975: Ernst Hiesmayr
- 1976: Johann Georg Gsteu
- 1977: Anton Schweighofer
- 1978: Hans Puchhammer
- 1979: Friedrich Kurrent
- 1980: Margarete Schütte-Lihotzky
- 1981: Gunther Wawrik
- 1982: Rob Krier
- 1983: Heinz Tesar
- 1984: Viktor Hufnagl
- 1985: Hermann Czech
- 1986: Bernard Rudofsky
- 1987: Günther Feuerstein
- 1988: COOP HIMMELB(L)AU (Wolf D. Prix, Helmut Swiczinsky)
- 1989: Günther Domenig
- 1990: Boris Podrecca
- 1991: Adolf Krischanitz
- 1992: Helmut Richter
- 1993: Luigi Blau
- 1994: Otto Häuselmayer
- 1995: Raimund Abraham
- 1996: Elsa Prochazka
- 1997: Franz E. Kneissl
- 1998: Michael Loudon
- 1999: Rudolf Prohazka
- 2000: Marta Schreieck und Dieter Henke (als Team)
- 2001: Laurids Ortner
- 2002: Jabornegg & Palffy (Christian Jabornegg & Andras Palffy)
- 2003: Walter Stelzhammer
- 2004: Rüdiger Lainer
- 2005: ARTEC Architekten (Bettina Götz, Richard Manahl)
- 2006: Architektenteam Delugan-Meissl (Elke Meißl-Delugan, Roman Delugan)
- 2007: Gregor Eichinger, Christian Knechtl
- 2008: Heidulf Gerngross
- 2009: Architekturbüro Fasch & Fuchs (Hemma Fasch, Jakob Fuchs)
- 2010: Carl Pruscha
- 2011: Helmut Wimmer
- 2012: Johann Winter
- 2013: Werner Neuwirth
- 2014: PPAG architects (Anna Popelka und Georg Poduschka)
- 2015: Laura P. Spinadel
- 2016: Architekturbüro querkraft
- 2017: Fattinger Orso Architektur
- 2018: heri&salli Architektur
- 2019: the next ENTERprise Architects ZT GmbH; harnoncourt, fuchs & partner
- 2020: gaupenraub +/- (Alexander Hagner, Ulrike Schartner)
- 2021: Auböck + Kárász Landscape Architects (Maria Auböck und János Kárász)
- 2022: StudioVlayStreeruwitz (Bernd Vlay und Lina Streeruwitz)
- 2023: einszueins architektur ZT GMBH (Katharina Bayer, Markus Pendlmayr und Markus Zilker)
- 2024: Feld 72: Anne Catherine Fleith, Michael Obrist, Mario Paintner, Richard Scheich und Peter Zoderer[2]
- 2025: DTFLR – Dietrich Untertrifaller Architekten ZT GmbH; Förderungspreis: Raumstation Wien – Verein für Kunst, Kultur und Wissenschaft[3]

## Förderpreis
- 2000: Martin Feiersinger[4]
- 2024: asphalt kollektiv (kollektiv – Verein für Kunst, Kultur und Architektur)[2]